# Топонимия Турции

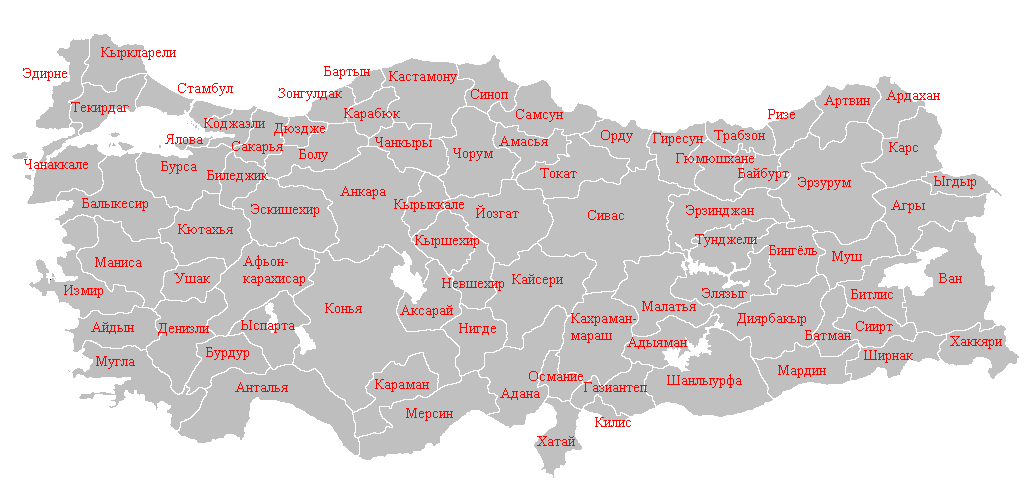
Административное деление Турции

Топонимия Турции — совокупность географических названий, включающая наименования природных и культурных объектов на территории Турции. Структура и состав топонимии страны обусловлены её географическим положением, этническим составом населения и богатой историей.

## Название страны
Название «Турция» (тур. Türkiye), применяемое к современной Республике Турция, происходит от старофранцузского Turquie, которое, в свою очередь, происходит от средневековых латинских форм Turchia, Turquia и греческой — греч. Τουρκία. Османская империя, существовавшая в 1299—1922 годах, среди её современников также обычно называлась Турцией или Турецкой империей. Русское название страны — «Турция» — сформировалось через польское Turcja из новолатинского Turcia.

## Формирование и состав топонимии
В современной топонимии Турции видны следы различных исторических эпох. На Анатолийском полуострове до прихода турок (до X—XI веков) проживали народы, воспринявшие культурное влияние Древних Греции и Рима. Ими были основаны города, носившие имена, широко известные в античном н средневековом мире. Эти имена были частично восприняты и ассимилированы, частично переосмыслены турками. Поэтому здесь до сих пор встречаются названия, унаследованные от античного мира — Древней Греции (на западе) и Древней Армении (на востоке). Большая часть их произносится по-турецки, но берёт своё начало с дотурецких времён. Вот несколько примеров: Анкара (ранее — Ангора, Анкира), Измир (ранее — Смирна), Трабзон (ранее — Трапезунд), Бергама (Пергам), Анталья (Атталья), Бурса (Бруса), Силифке (Селевкия), Сивас (Себастия), Маниса (Магнезия), Конья (Иконий), Амастра (Амастрия), Митидини (Митилена), Тарс (Тарсус), Амасья (Амасия), Синоп (Синопа), Самсун (Амис), Галиболу (Галлиполис), Малатья (Мелитена) и др. От античной древности сохранились также названия некоторых рек, озёр и гор: Сакарья, Ван, Меандерес, Гедисчай (Герм), Тавр, Понтийские горы, Ликийский Тавр, Киликийский Тавр и др. Эти названия служат своеобразными реликтами, сейчаc уже немногочисленными. Они лишь кое—где «просвечивают» сквозь мощный пласт турецких названий. Небольшие же реки и озёра, а также поселения, основанные после прихода турок, получили уже тюркские названия.
Турецкие географические названия легко узнаются. Основные термины, входящие в состав географически названий, близки к другим тюркским языкам. Очень часто в турецких топонимах встречаются слова, обозначающие цвет, но не всегда они употребляются в буквальном значении: ак (белый), кара (чёрный), кызыл (красный), сары (жёлтый), ешиль (зелёный), боз (серый), ала (пёстрый). Обычны в географических названиях турецкого происхождения такие слова, как агач (дерево), богаз (горный проход), бююк (большой), кучук (малый), вади (речная долина), гёль, кёль (озеро), даг (гора), дербент (проход), кале, кала (крепость), кую (колодец), орман, урман (лес), сарай (дворец), су (вода), таш (камень), туз (соль), тепе (гора, холм), узун (длинный), улу (огромный) и т. д. Нарицательные термины в турецких топонимах обычно сохраняются как неотделимая часть.
Примерами турецких топонимов могут служить оронимы Кёргелу, Яралыгёз, Кыркызлар, Аладаг, Тендюрюк, Шар-Екшан, Экеджендаг, Акдаг, Колдыдаг, Улудаг, Боздаг, Делитепе; гидронимы Кызыл-Ирмак, Ешиль-Ирмак, Гёк-Ирмак, Сейхан, Джейхан, Коджачай, Гёксу, Туз, Акгёль, Аджыгёль, Гёльджук; ойконимы Улус, Кырыккале, Ениджекале, Башкале, Биленджик, Виранджик, Аладжик, Зиведжик, Каледжик, Буланджик, Бахчеджик, Султанхан, Бююк-Чакыр и др..
По смысловому значению в Турции, как и во всех тюркоязычных странах, особенно многочисленны названия I группы; согласно классификации Жучкевича, они характеризуют особенности природных условий (цвет воды, рельеф местности и т. д.). Очень мало названий II группы (названия, возникшие на основе социальных и экономических явлений).
Среди иноязычных названий наиболее типичны иранские (юго-восток) и армянские (северо-восток). Примерами иранских названий могут служить Кавал, Хизан, Агвиран и др.; армянских — Догубаязид, Диядин, Пасинлер, Татван, Агры (Каракёсё) и др. Арабского происхождения названия Джизре, Вахаат, Орамар и др. Многие из этих названий сохранялись в течение веков, поскольку относились к территориям, населённым национальными меньшинствами.

## Топонимическая политика
Турецкое правительство постепенно заменяет греческие, курдские, иранские и армянские географические названия турецкими. Так, в 1960 году правительство Д.Гюрселя издало специальный декрет о переименовании 2180 населенных пунктов на востоке страны. Не только иноязычные нетурецкие названия, но и традиционные античные переделаны в турецкие. Так, пролив Босфор называется в Турции Истанбул-богази (тур. İstanbul Boğazı), а Дарданеллы — Чанаккале-богази (тур. Çanakkale boğazı). В советской и российской топонимической литературе и странах Европы употребляются старые, древнегреческие названия. До греко-турецкой войны 1919—1922 годов в самой Турции иногда использовались два названия — турецкое и греческое. Впоследствии была проведена унификация названий.
Топонимической политикой в стране занимается Экспертный совет по географическим названиям Турции, созданный в 2005 году.